# Алексєєв Георгій Миколайович
Георгій Миколайович Алексєєв (рос. Георгий Николаевич Алексеев; 1925 — пом. ?) — радянський футбольний арбітр. Суддя всесоюзної категорії (1967).
Обслуговував ігри класу «Б» у 1954—1977 роках, на лінії у Вищій лізі СРСР у 1960—1969 роках.